# Consejo de Indias
El Real y Supremo Consejo de Indias, conocido simplemente como Consejo de Indias, fue la organización más importante de la administración indiana
(América y las Filipinas), ya que asesoraba a los virreyes de América en la función ejecutiva y judicial.
Se formó como una sección dentro  del Consejo de Castilla para pasar a conformarse como entidad propia en 1807. Los miembros del Consejo de Indias eran designados por el rey, con facultades legislativas sobre todos los territorios españoles de América.
No alcanzó a tener una sede física fija, sino que se trasladaba de un lugar a otro con el rey y su Corte. Este consejo actuaba con el monarca y, en algunas materias excepcionales, actuaba solo.

## Composición
Estaba integrado por: 

El Imperio de Felipe II en 1598, distinguiendo el ámbito de cada consejo territorial en el sistema polisinodial de la Monarquía Hispánica
Territorios adscritos al Consejo de Castilla
Territorios adscritos al Consejo de Aragón
Territorios adscritos al Consejo de Portugal
Territorios adscritos al Consejo de Italia desde 1556, antes parte del Consejo de Aragón
Territorios adscritos al Consejo de Indias
Territorios adscritos al Consejo de Flandes, abarcando los territorios disputados con las Provincias Unidas

- Un presidente: se reunía todas las semanas con el rey (generalmente los sábados a las 10 de la mañana) para el trámite de la "consulta", que consistía en informarle someramente de las materias tratadas en el consejo.
  - Los 12 consejeros de indias: letrados, gente versada en ciencia jurídica y eruditos en temas Americanos, la gran mayoría eran hombres con experiencia como funcionarios en las Indias y los menos, expertos en legislación indiana.

Personal de planta del Consejo de Indias: 
- Un fiscal: cargo ejercido por el Consejero más nuevo, era el encargado de velar por los intereses de la Corona.
- Dos secretarios, un Secretario del Perú y otro Secretario de Nueva España; los oficiales de los secretarios: Trabajan todos en el manejo de papeles.[2]
- Un escribano: encargado de redactar las declaraciones de los acusados en los juicios en los tribunales.
- Un gran canciller: cargo creado por Carlos I para favorecer a un amigo suyo. Este se encargaba de custodiar el sello real. Debía refrendar con el sello todos los documentos oficiales del Consejo de Indias, cobrando una tasa por cada timbre que colocaba.
- Relatores: de uno a tres en algunas épocas, no eran de número fijo.
- Contadores: de uno a tres en algunas épocas, no eran de número fijo.
- Un Astrónomo: tenía conocimientos de las estrellas, debido a que esto se consideraba de gran importancia.
- Un Cosmógrafo: tenía por misión poner en conocimiento del Consejo de Indias todo lo relativo a los descubrimientos que se iban haciendo en el Nuevo Mundo.
- Un Cronista o Guionista Mayor de Indias: tenía por misión escribir la historia de las Indias.
- Un Abogado de pobres etc..

## Atribuciones del Consejo de Indias

### Atribuciones de gobierno
- Gobierno temporal: toda la administración del Imperio Español compete al Real y Supremo Consejo de Indias, por lo que debía:
  - Planear y proponer al Rey las políticas relativas al Nuevo Mundo (poblamiento, relación con los indígenas, comercio, etc.).
  - Organizar administrativamente las Indias, ya sea con la creación de nuevos Virreinatos, nuevas Gobernaciones, etc. y establecer su grado de autonomía respecto de la metrópolis.
  - Proponer al Rey los nombres de las personas más adecuadas para los cargos de autoridades americanas principales (Virreyes, Gobernadores, Oidores, entre otros).
  - Velar por el buen funcionamiento de las autoridades, dictando medidas de probidad administrativa y nombrando un juez de Residencia, para que realice el respectivo Juicio de residencia.
  - Revisar a diario la correspondencia que viene de América y demás posesiones, tanto la oficial como la del pueblo.
  - Autorizar y censurar los libros que pasaban y no podían pasar a América.
  - Regular y autorizar el flujo de migrantes a Indias: "provistos", comerciantes de toda calidad, artesanos de todo tipo, gañanes de agricultura, servidumbre o sirvientes de funcionarios, labradores y emigrantes en general que comprobasen tener un destino específico.
  - Autorizar la aplicación de la legislación castellana en las Indias (desde 1614).
  - Examinar la legislación originada en América, y dar su aprobación o rechazo.
  - Elaborar las normas que regirían en Indias y que eran dictadas por el rey como Reales Cédulas o Reales Provisiones (similares a las Reales Cédulas pero más solemnes).

Además se puede distinguir entre la Alta Policía y la Baja Policía, que es la que corresponde a las organizaciones municipales.
- Gobierno espiritual: se preocupa de materias de orden espiritual, analiza los derechos otorgados por la Santa Sede, así por ejemplo: 
  - Ejercer el Derecho de presentación.
  - Dividir los Obispados.
  - Revisar las Bulas Papales, si está conforme les da Exequatur o Pase Regio, sin él éstas no se cumplen.
  - Examinar las disposiciones de la Iglesia en América y los Sínodos, ya que estos no se cumplen sin la aprobación del Consejo de Indias.

### Atribuciones de guerra
Se reúne con los miembros del Consejo de Guerra, es la Junta de Guerra de Indias (1600), ahí se tratan estrategias militares, ejército y milicias. A fines del siglo XVI y principios del siglo XVII se integran en esta junta los "ministros de capa y espada" (Consejeros militares).

### Atribuciones de Hacienda
- Examinar las cuentas de los oficiales reales (se les quita esta función en tiempos de Felipe II; luego se les vuelve a entregar).

### Atribuciones judiciales
En materia de justicia el Consejo de Indias era el más alto tribunal en América y para los efectos de administrar justicia se reúne el consejo en una sala de justicia que está integrada por ministros letrados. En esta materia (justicia), el Consejo era absolutamente independiente, incluso del Rey.
En general, la corona procuraba que el consejo conociera pocos asuntos de carácter judicial, porque eran asuntos particulares que recargaban de mucho trabajo a los consejeros, lo cual le restaba tiempo para dedicarse a los asuntos de gobierno (de mucha más relevancia). Por ello, los recursos que conoce el consejo son de carácter extraordinario y de alta cuantía (superior a 1000 ducados).
La Sala de Justicia tenía por función:
- Conocer de ciertos asuntos criminales (delitos cometidos en la carrera de Indias, evasión tributaria, delitos de comiso por contrabando).
- Conocer de las apelaciones en lo civil, de que habría conocido la Casa de Contratación cuando la suma disputada fuera superior a 40.000 maravedíes.
- Conocer de las apelaciones de los Juicios de residencia.
- Conocer del Recurso de segunda suplicación.

Excepcionalmente en sala de gobierno:
- Conocer del Recurso de injusticia notoria.

## Decadencia y disolución del Consejo
En el año 1524, se creó esta institución que en nombre del soberano, desempeñó competencias en materias fiscales, legislativas, eclesiásticas y judiciales. Se trataba de un organismo que se hallaba al lado del rey, y que junto a la Casa de la Contratación, iba a regir la evolución indiana. Los asuntos indianos eran tratados de la siguiente manera: llegaban las flotas al puerto sevillano —más adelante al de Cádiz—, donde desembarcaban miles de documentos y expedientes que luego los funcionarios del Consejo debían clasificar por diferente temáticas. Luego todos los temas eran votados de forma colegiada en el seno de la institución, mientras que se escribía la consulta que se debía hacer al monarca, y cuando éste decidía sobre el asunto, se redactaba el documento que llevaría su firma. Entonces, tras examinarse el caso durante unos años, el documento volvería a zarpar en dirección a las Indias para ser entregado al receptor correspondiente. Como podemos contemplar, este procedimiento además de ser largo, dificultaba el buen desarrollo de la burocracia estatal. Se trataba de una ineficacia que resultó ser unos de los factores que propició el deterioro y declive de la propia institución, aunque no la única.
Antes incluso de llegar a la Centuria de la Ilustración, en el siglo anterior ya el organismo fue poco a poco perdiendo competencias y funciones. A lo largo de dicho periodo, el Consejo había ido experimentando un deterioro funcional por cuestiones como la venalidad de oficios debido a la pésima situación económica, estando el cargo de fiscal o consejero a la venta durante el reinado de Carlos II. Pero hay otras causas más directas que propiciaron la progresiva pérdida de competencias, como la estabilización de las juntas —quitándole asuntos al Consejo de Indias—, los problemas y conflictos con otros con otras instituciones —donde normalmente perdía— o algo aun más importante, no tener la dirección sobre la Casa de Contratación, ya que desde finales del reinado de Felipe II, se colocó como presidente a un caballero. Todavía en tiempo de los Austrias, y quedando ese fuerte reformismo borbónico algo lejos, ya se hallaba este organismo rector en crisis, perdiendo incluso facultades —algo que le impedía cumplir las funciones para las que fue creado—.
En el Siglo de las Luces, los Borbones trataron de reformar todo el sistema institucional que conformaba la monarquía con el fin de que el país funcionase de forma diferente, y además, tenían como ejemplo el modelo administrativo francés. En el caso del Consejo de Indias, el propio Felipe V a comienzos de siglo, redujo la plantilla —aprovechado la infidelidad de algunos ministros— y en 1713, desarrolló una reforma con la cual, aumentaron el número de consejeros de la institución, la “nueva planta” comprendía tres presidencias, tres secretarios, veinte consejeros, dos abogados generales y un fiscal. Para cumplir ese objetivo de sustituir el ineficaz sistema polisinodial, se configuraron una serie de cargos para poder resolver los distintos temas de gobierno de la monarquía con mayor rapidez —en el caso de la América española, ya hemos comentado lo complejo y lento que resultaba el tratamiento de sus asuntos—, las conocidas como Secretaría de Estado y del Despacho.
Con respecto a las secretarías existentes, durante los primeros años del siglo XVIII se produjeron diversos cambios tanto en el número de cargos, como en las competencias de los mismos, pasando los asuntos referentes a las Indias de una secretaría a otra. Hasta que en 1721, se configuró la Secretaría de Marina e Indias como un puesto propio, quedando finalmente el esquema organizado en cinco secretarías: Estado, Justicia y gobierno político, Hacienda, Guerra y la anteriormente mencionada. De esta forma, los asuntos indianos se trataban de forma más eficiente y ágil, pudiendo el secretario de Marina e Indias resolver las cuestiones de la América española directamente con el rey, redactando la decisión al respecto mediante una real orden firmada por el propio secretario. A lo largo de todo el siglo, predominaron las reales órdenes y esto agudizó la decadencia que ya desde hacía tiempo sufría el Consejo de Indias, que fue perdiendo aun más facultades, como las competencias en materia de comercio, navegación o hacienda. El organismo quedó como un alto tribunal de apelación y órgano asesor en algunas materias, dividiéndose más adelante en tres salas: una de Consejo, otra de Gobierno y la última de Justicia.
Como afirmábamos al principio del presente artículo, una etapa de declive nos puede mostrar una realidad política, como por ejemplo esa progresiva pérdida de facultades en favor de las secretarías de Estado y del Despacho, que cada vez fueron adquiriendo mayor protagonismo, nos muestra ese cambio de tendencia con la llegada de los Borbones, que pretendieron un mayor control burocrático de las Indias y entonces, al contemplar la ineficacia del Consejo de Indias al tratar asuntos de Ultramar, apostaron por unos ministros que regían la evolución de la América española con mayor agilidad y eficiencia.
Finalmente, en el siglo XIX hubo un periodo que abarca desde 1808 a 1834, donde el Consejo desapareció y se restauró, siempre dependiendo de la vigencia de la Constitución de 1812 —ésta establecía la supresión de todos los consejos y la creación de un Consejo de Estado—. Con el regreso de Fernando VII y del absolutismo, también se restableció el Consejo de Indias, hasta 1820, cuando el soberano juró la Constitución. Cuando finalizó ese llamado “Trienio Liberal” en 1823, volvió a restaurase dicha institución, pero en el 1834 se produjo la definitiva disolución del que hubiera sido una de las más importantes instituciones con respecto a las Indias durante muchos años.